# Pyrrhorachis augustata
Pyrrhorachis augustata är en fjärilsart som beskrevs av Louis Beethoven Prout 1917. Pyrrhorachis augustata ingår i släktet Pyrrhorachis och familjen mätare. Inga underarter finns listade.